# 反ユダヤ主義と新約聖書
反ユダヤ主義と新約聖書（英:Antisemitism In The New Testament）は、ユダヤ人とクリスチャンの関係を研究する分野で先駆者として知られるA・ロイ・エカードの説。
反ユダヤ主義の根幹とショアの責任は究極的には新約聖書にあるとした。
エカードは反ユダヤ主義に効果的に対処するためには、クリスチャンの悔い改めはユダヤ人と新約聖書に対する基本的な神学的態度の再検討を含まなければならないと主張した。
一方でナチズム自体はキリスト教と関係がなく、ナチスに対して積極的に反対したクリスチャンも多かったということも歴史家たちのあいだでコンセンサスがとれている。
ジェームズ・ダンは新約聖書がクリスチャン・コミュニティーで発生した反ユダヤ主義の原因となったと述べた。

## 新約聖書の具体例

### ヨハネによる福音書
ヨハネによる福音書 (第四福音書) では Ἰουδαῖοι, つまり「ユダヤ人たち (the Jews) 」という単語は63回使われていて 、そのうち31回は敵意をもって使用されおり、ユダヤ人たちのグループの間で何の区別もされていない。例えば、他の福音書で顕著なサドカイ派も区別されない。他の福音記者たちと異なり、イエスの死の責任をまとめて「ユダヤ人たち」に帰して、イエスの敵は「ユダヤ人たち」とまとめて描写される。共観福音書では、イエスを処刑する計画は常に祭司と支配階級であるサドカイ派のなかの小さなグループによるものとして記述されている。第四福音書はイエスの敵としてまとめて行動する「ユダヤ人たち」という誤ったイメージの主因であり、それが後にクリスチャンの固定観念となった。
記者はイエスに「救いはユダヤ人たちから来る」とサマリアの女に対して語らせている一方で、ヨハネ7:1-9で、イエスは「ユダヤ人たち」が彼を殺すチャンスを覗っていたので、ユダヤ地方を避け、ガリラヤ地方を巡っている。7:12-13では、人々がイエスを肯定的にも否定的にも捉えているが、これらは全て「ささやき合い」であり、「ユダヤ人たちへの怖れ」から、誰も公には話さなかった。ユダヤ人たちによる拒絶は7:45-52, 8:39-59, 10:22-42, や12:36-43 にも記録されている。ヨハネ12:42によると、多くの人々が信じたが、ファリサイ派によってシナゴーグから追放されるのを怖れて、それを秘密にした 。十字架刑の後、20:19でイエスの弟子たちは、「ユダヤ人たちを怖れて」施錠した家に隠れている。
複数の箇所で、第四福音書は「ユダヤ人たち」を闇と悪魔に関連付けている(8:37-39; 44–47, )。
現代のコンセンサスでは、第四福音書における「Ioudaioi (Jews)」という語は宗教指導者たちに限定して用いられていると主張されているが 、その根拠には疑問が呈され、「ユダヤ人たち」という語の用法は聖書学の複雑で議論される分野に留まっている。。新約学者のジェームズ・ダンは次のように述べている。
その境界や定義そのものが論争の一部であるとはいえ、第四福音記者はユダヤ人の派閥間論争の文脈のなかにいる。第四福音書がその文脈の制約から取り除かれると、ごく簡単に反ユダヤ的な議論として読まれ、その道具となることは疑念の余地なく明白である。しかし、第四福音記者自身が反ユダヤ主義について公正に告発されるべきであるかは疑わしい。
「ユダヤ人たち」という語が厳密に宗教指導者層を指しているというコンセンサスを反映し、Today's New International Version などのいくつかの現代の英訳聖書は「ユダヤ人たち」という語を削除し、より具体的な用語を用いて反ユダヤ主義的な含意を避けている 。例えば、Messianic Bibles やJesus Seminar では「Judeans」、即ちユダヤ地方の住民と訳していて、ガリラヤ地方の住民と対比させている。しかし、この訳はより広範囲のクリスチャン・コミュニティーでは一般的に受け入れられていない。

#### より新しい解説
歴代のクリスチャンたちは第四福音書から、キリストの死に対するユダヤ人たちの普遍的で全ての世代に及ぶ集団犯罪を読み取った。第四福音書の「ユダヤ人たち」という集合的な表現は、その歴史的状況とその聴衆とによって説明されるかもしれない。70年のエルサレム神殿の崩壊に伴い、第一次ユダヤ・ローマ戦争で果たした役割のため、ユダヤ教の祭司職、つまりサドカイ派は虐殺され消滅した。第四福音書が書かれたのがこの出来事の後であるため、異邦人である聴衆のために、既に存在せず異邦人には馴染みのないユダヤ教内のグループに言及せず、総称的にユダヤ人について述べたと考えられる。